# Lista seriali telewizyjnych ze świata Gwiezdnych wojen
Seriale ze świata Gwiezdnych wojen są produkcjami o postaciach z fikcyjnego uniwersum, stworzonego przez George’a Lucasa.
W połowie lat 80. XX wieku ukazały się dwa seriale animowane. Kolejne wypuszczano na początku XXI wieku i skupiały się one głównie na okresie wojen klonów. Po przejęciu Lucasfilm przez Disneya, kanon Gwiezdnych wojen uległ zmianie i włączono do niego tylko serial Wojny klonów z 2008. W kolejnych latach zadebiutowały dwa seriale: Rebelianci, którego akcja nawiązuje do oryginalnej trylogii, oraz Ruch oporu, nawiązujący do trylogii sequeli.
W 2019 roku, na platformie Disney+ pojawił się pierwszy serial aktorski – The Mandalorian. Po jego sukcesie, pod koniec 2020 zapowiedziano kolejne 9 seriali na Disney+. W 2021 zadebiutował spin-off Wojen klonów, Parszywa zgraja, serial anime, Wizje, a także spin-off serialu The Mandalorian, Księga Boby Fetta. W 2022 zadebiutował Obi-Wan Kenobi, Andor i Opowieści Jedi, a w 2023 Ahsoka i Przygody młodych Jedi. W 2024 zadebiutowały Opowieści z Imperium, Akolita i Załoga rozbitków.

## Seriale krótkometrażowe
| Tytuł                 | Sezon | Odcinki | Wydanie              | Wydanie             | Wydanie         | Showrunner                                    | Status |
| Tytuł                 | Sezon | Odcinki | Pierwsza emisja      | Ostatnia emisja     | Stacja          | Showrunner                                    | Status |
| --------------------- | ----- | ------- | -------------------- | ------------------- | --------------- | --------------------------------------------- | ------ |
| Wojny klonów          | 1     | 20      | 7 listopada 2003     | 8 kwietnia 2004     | Cartoon Network | Genndy Tartakovsky                            | Wydane |
| Wojny klonów          | 2     | 5       | 21 marca 2005        | 25 marca 2005       | Cartoon Network | Genndy Tartakovsky                            | Wydane |
| Blips                 | 1     | 8       | 3 maja 2017          | 4 września 2017     | YouTube         |                                               | Wydane |
| Forces of Destiny     | 1     | 16      | 3 lipca 2017         | 1 listopada 2017    | YouTube         | Carrie Beck i Dave Filoni                     | Wydane |
| Forces of Destiny     | 2     | 16      | 19 marca 2018        | 25 maja 2018        | YouTube         | Carrie Beck i Dave Filoni                     | Wydane |
| Galaxy of Adventures  | 1     | 36      | 30 listopada 2018    | 13 lipca 2019       | YouTube         | Josh Rimes                                    | Wydane |
| Galaxy of Adventures  | 2     | 19      | 13 marca 2020        | 2 października 2020 | YouTube         | Josh Rimes                                    | Wydane |
| Roll out              | 1     | 16      | 9 sierpnia 2019      | 1 kwietnia 2020     | YouTube         | Hideo Itoyanagi                               | Wydane |
| Jedi Temple Challenge | 1     | 10      | 10 czerwca 2020      | 5 sierpnia 2020     | YouTube         | Scott Bromley, Mickey Capoferri i Steve Blank | Wydane |
| Galaxy of Creatures   | 1     | 12      | 14 października 2021 | 18 listopada 2021   | YouTube         | Josh Rimes                                    | Wydane |
| Galactic Pals         | 1     | 12      | 12 kwietnia 2022     | 1 listopada 2022    | YouTube         | Jason Stein                                   | Wydane |

### Wojny klonów(2003–2005)
Serial wydany po Ataku klonów, opracowany przez Genndy’ego Tartakovsky’ego. Wyprodukowany i emitowany przez Cartoon Network od 2003 roku do kilku tygodni przed wydaniem Zemsty Sithów w 2005 roku. Jego akcja dzieje się między tymi dwoma filmami, a fabuła bezpośrednio poprzedza wydarzenia z Zemsty Sithów.
Wygrał nagrodę Emmy w kategorii najlepszy program animowany w 2004 i 2005 roku.

### Blips(2017)
Serial, stworzony w celu promocji filmu Ostatni Jedi, zadebiutował w 2017 roku. Pojawiają się w nim droidy, takie jak BB-8 i R2-D2, a także porgi.

### Forces of Destiny(2017–2018)
Serial zadebiutował w 2017 roku; skupia się na kobiecych postaciach franczyzy i rozgrywa się w różnych erach.

### Galaxy of Adventures(2018–2020)
Serial zadebiutował na kanale YouTube i stronie internetowej „Star Wars Kids” pod koniec 2018 roku. Przedstawia na nowo kluczowe sceny z sagi i poprzedza wydanie Skywalker. Odrodzenie. Serial zawiera dźwięk z oryginalnych filmów (z narracją Dante Basco), a animację zapewnia studio Titmouse.

### Roll Out(2019–2020)
Serial zadebiutował na kanale YouTube i stronie internetowej „Star Wars Kids” w sierpniu 2019 roku. Odcinki przedstawiają główne postacie z franczyzy jako kule, podobne do BB-8, i wykorzystują styl animacji wycinankowej.

### Jedi Temple Challenge(2020)
Teleturniej, który zadebiutował na kanale YouTube i stronie internetowej „Star Wars Kids” w czerwcu 2020 roku. Jego gospodarzem jest Ahmed Best, który wciela się w postać mistrza Jedi, Kellerana Beqa. Dodatkowo, Mary Holland użycza głosu droidowi protokolarnemu, AD-3, a Sam Witwer ciemnej stronie Mocy.

### Galaxy of Creatures(2021)
Serial zadebiutował na kanale YouTube i stronie internetowej „Star Wars Kids” w październiku 2021 roku. Odcinki przedstawiają droida SF-R3 („Aree”), który podróżuje po galaktyce poznając różne dzikie stworzenia.

### Galactic Pals(2022)
Serial zadebiutował 12 kwietnia 2022 roku na StarWarsKids.com i YouTube. Jest spin-offem przygód droida SF-R3 w Galaxy of Creatures, Galactic Pals dołącza do M1-RE ("Miree"), innego członka Galactic Society of Creature Enthusiasts.

## Animowane
| Tytuł                 | Sezon             | Odcinki           | Wydanie              | Wydanie              | Wydanie         | Showrunner                   | Status |
| Tytuł                 | Sezon             | Odcinki           | Pierwsza emisja      | Ostatnia emisja      | Stacja          | Showrunner                   | Status |
| --------------------- | ----------------- | ----------------- | -------------------- | -------------------- | --------------- | ---------------------------- | ------ |
| Droidy                | 1                 | 13                | 7 września 1985      | 30 listopada 1985    | ABC             | Miki Herman i Peter Sauder   | Wydane |
| Droidy                | Odcinek specjalny | Odcinek specjalny | 7 czerwca 1986       | 7 czerwca 1986       | ABC             | Miki Herman i Peter Sauder   | Wydane |
| Ewoki                 | 1                 | 13                | 7 września 1985      | 30 listopada 1985    | ABC             | Miki Herman i Peter Sauder   | Wydane |
| Ewoki                 | 2                 | 13                | 13 września 1986     | 13 grudnia 1986      | ABC             | Miki Herman i Peter Sauder   | Wydane |
| Wojny klonów          | Film              | Film              | 15 sierpnia 2008     | 15 sierpnia 2008     | Premiera kinowa |                              | Wydane |
| Wojny klonów          | 1                 | 22                | 3 października 2008  | 20 marca 2009        | Cartoon Network | Dave Filoni                  | Wydane |
| Wojny klonów          | 2                 | 22                | 2 października 2009  | 30 kwietnia 2010     | Cartoon Network | Dave Filoni                  | Wydane |
| Wojny klonów          | 3                 | 22                | 17 września 2010     | 1 kwietnia 2011      | Cartoon Network | Dave Filoni                  | Wydane |
| Wojny klonów          | 4                 | 22                | 16 września 2011     | 16 marca 2012        | Cartoon Network | Dave Filoni                  | Wydane |
| Wojny klonów          | 5                 | 20                | 29 września 2012     | 2 marca 2013         | Cartoon Network | Dave Filoni                  | Wydane |
| Wojny klonów          | 6                 | 13                | 7 marca 2014         | 7 marca 2014         | Netflix         | Dave Filoni                  | Wydane |
| Wojny klonów          | 7                 | 12                | 21 lutego 2020       | 8 maja 2020          | Disney+         | Dave Filoni                  | Wydane |
| Rebelianci            | Miniodcinki       | 4                 | 11 sierpnia 2014     | 1 września 2014      | Disney XD       | Dave Filoni                  | Wydane |
| Rebelianci            | 1                 | 15                | 3 października 2014  | 2 marca 2015         | Disney XD       | Dave Filoni                  | Wydane |
| Rebelianci            | 2                 | 22                | 20 czerwca 2015      | 30 marca 2016        | Disney XD       | Dave Filoni                  | Wydane |
| Rebelianci            | 3                 | 22                | 24 września 2016     | 25 marca 2017        | Disney XD       | Justin Ridge                 | Wydane |
| Rebelianci            | 4                 | 16                | 16 października 2017 | 5 marca 2018         | Disney XD       | Dave Filoni                  | Wydane |
| Ruch oporu            | Miniodcinki       | 12                | 10 grudnia 2018      | 31 grudnia 2018      | Disney Channel  | Justin Ridge                 | Wydane |
| Ruch oporu            | 1                 | 21                | 7 października 2018  | 17 marca 2019        | Disney Channel  | Justin Ridge                 | Wydane |
| Ruch oporu            | 2                 | 19                | 6 października 2019  | 26 stycznia 2020     | Disney Channel  | Justin Ridge                 | Wydane |
| Parszywa zgraja       | 1                 | 16                | 4 maja 2021          | 13 sierpnia 2021     | Disney+         | Jennifer Corbet              | Wydane |
| Parszywa zgraja       | 2                 | 16                | 4 stycznia 2023      | 29 marca 2023        | Disney+         | Jennifer Corbet              | Wydane |
| Parszywa zgraja       | 3                 | 15                | 21 lutego 2024       | 1 maja 2024          | Disney+         | Jennifer Corbet              | Wydane |
| Wizje                 | 1                 | 9                 | 22 września 2021     | 22 września 2021     | Disney+         | Nie dotyczy                  | Wydane |
| Wizje                 | 2                 | 9                 | 4 maja 2023          | 4 maja 2023          | Disney+         | Nie dotyczy                  | Wydane |
| Opowieści Jedi        | 1                 | 6                 | 26 października 2022 | 26 października 2022 | Disney+         | Dave Filoni i Charles Murray | Wydane |
| Przygody młodych Jedi | 1                 | 25                | 4 maja 2023          | 14 lutego 2024       | Disney+         | Michael Olson                | Wydane |
| Opowieści Imperium    | 1                 | 6                 | 4 maja 2024          | 4 maja 2024          | Disney+         | Dave Filoni i Charles Murray | Wydane |

### DroidyiEwoki(1985–1987)
Studio animacji Nelvana, które wyprodukowało Star Wars Holiday Special, zostało zatrudnione do stworzenia dwóch seriali animowanych, emitowanych na ABC: Droidy (1985–86), który opowiada o przygodach C-3PO i R2-D2 oraz Ewoki (1985-86) opowiadający o Wickecie i innych członkach tytułowego gatunku z Powrotu Jedi. Oba seriale osadzone są przed wydarzeniami z oryginalnej trylogii.

### Wojny klonów(2008–2020)
George Lucas stworzył własną firmę animacyjną – Lucasfilm Animation i wykorzystał ją do produkcji pierwszego własnego serialu animowanego ze świata Gwiezdnych wojen, wzorując się na miniserialu Cartoon Network Wojny klonów z 2003. Wojny klonów (2008–2020) zostały wprowadzone przez film animowany z 2008 o tej samej nazwie. Serial rozgrywa się pomiędzy Atakiem klonów a Zemstą Sithów z trylogii prequeli. Skupia się głównie na postaciach Anakina Skywalkera i Obi-Wana Kenobiego, a także na padawanie Anakina, Ahsoce Tano (postać stworzona przez Dave’a Filoniego na potrzeby serialu).
Po przejęciu franczyzy Gwiezdnych Wojen przez Disneya, serial został anulowany w 2013 roku, zanim jego finałowe odcinki zostały ukończone. Pozostałe niewyemitowane odcinki zostały wydane na Netflixie jako „The Lost Missions”. Zarówno film, jak i serial zostały włączone do kanonu, ustanowionego w 2014. Serial został później wznowiony na dodatkowy, finałowy sezon, który miał premierę 21 lutego 2020 na serwisie streamingowym Disney+.

### Rebelianci(2014–2018)
W 2014 roku Disney XD rozpoczął emisję Star Wars: Rebelianci, pierwszego serialu animowanego, wyprodukowanego po przejęciu przez Disneya. Opowiada on o zespole rebeliantów, którzy walczą z Imperium Galaktycznym w latach poprzedzających wydarzenia z Nowej nadziei. Ze względu na film Łotr 1 produkowany w tym samym czasie, film i serial uzupełniały się nawzajem.

### Ruch oporu(2018–2020)
Serial zadebiutował pod koniec 2018 roku i skupiał się na młodym pilocie Ruchu Oporu, Kazudzie Xiono przed i w trakcie Przebudzenia Mocy i Ostatniego Jedi, prowadząc do Skywalker. Odrodzenie. Pojawiają się też postacie z trylogii sequeli, takie jak kapitan Phasma, generał Hux i Kylo Ren. Drugi i ostatni sezon miał premierę 6 października 2019 roku.

### Parszywa zgraja(2021–2024)
Serial osadzony jest po wydarzeniach z Wojen Klonów. Opowiada o przygodach tytułowego oddziału, który przemierza galaktykę w początkach istnienia Imperium. Serial został zapowiedziany w lipcu 2020 roku, a premierę miał na Disney+ 4 maja 2021. Producentami wykonawczymi są Dave Filoni, Athena Portillo, Brad Rau i Jennifer Corbett, Carrie Beck jest współproducentem, a Josh Rimes producentem. Podczas emisji pierwszego sezonu, Lucasfilm ogłosił, że w 2022 roku pojawi się drugi sezon. Później data jego premiery została zaplanowana na 4 stycznia 2023 roku. Trzeci i ostatni sezon został miał premierę 21 lutego 2024 roku.

### Wizje(od 2021)
Serial został ogłoszony 10 grudnia 2020 roku. Jest to antologia anime, składająca się z dziewięciu krótkich odcinków różnych twórców, osadzonych w uniwersum Gwiezdnych wojen, ale nie ograniczonych do kanonicznej linii czasowej. Serial został wydany na Disney+ 22 września 2021. Drugi sezon zadebiutował 4 maja 2023.

### Opowieści JediiOpowieści Imperium(od 2022)
W kwietniu 2022 roku ujawniono, że w fazie rozwoju jest animowana antologia zatytułowana Tales of the Jedi. Serial został oficjalnie potwierdzony w maju 2022 roku. Ujawniono, że będzie miał sześć odcinków. Premiera miała miejsce 26 października 2022 roku na platformie Disney+. W kwietniu 2023 zapowiedziano drugi sezon. Rok później ujawniono, że będzie nosić tytuł Opowieści Imperium, a jego premiera miała miejsce 4 maja 2024 roku.

### Przygody młodych Jedi(od 2023)
W maju 2022 roku podczas Star Wars Celebration ogłoszono serial animowany Young Jedi Adventures. Akcja rozgrywa się w erze Wielkiej Republiki, i śledzi grupę najmłodszych, którzy uczą się dróg Mocy, aby zostać rycerzami Jedi. Serial został wydany 4 maja 2023 roku na Disney+ i Disney Junior.

## Aktorskie
| Tytuł             | Sezon | Odcinki     | Wydanie              | Wydanie             | Wydanie | Showrunner                   | Status          |
| Tytuł             | Sezon | Odcinki     | Pierwsza emisja      | Ostatnia emisja     | Stacja  | Showrunner                   | Status          |
| ----------------- | ----- | ----------- | -------------------- | ------------------- | ------- | ---------------------------- | --------------- |
| The Mandalorian   | 1     | 8           | 12 listopada 2019    | 27 grudnia 2019     | Disney+ | Jon Favreau                  | Wydane          |
| The Mandalorian   | 2     | 8           | 30 października 2020 | 18 grudnia 2020     | Disney+ | Jon Favreau                  | Wydane          |
| The Mandalorian   | 3     | 8           | 1 marca 2023         | 19 kwietnia 2023    | Disney+ | Jon Favreau                  | Wydane          |
| The Mandalorian   | 4     | Brak danych | Brak danych          | Brak danych         | Disney+ | Jon Favreau                  | W fazie rozwoju |
| Księga Boby Fetta | 1     | 7           | 29 grudnia 2021      | 9 lutego 2022       | Disney+ | Jon Favreau i Dave Filoni    | Wydane          |
| Obi-Wan Kenobi    | 1     | 6           | 27 maja 2022         | 22 czerwca 2022     | Disney+ | Deborah Chow                 | Wydane          |
| Andor             | 1     | 12          | 21 września 2022     | 23 listopada 2022   | Disney+ | Tony Gilroy                  | Wydane          |
| Andor             | 2     | 12          | 22 kwietnia 2025     | 13 maja 2025        | Disney+ | Tony Gilroy                  | Wydane          |
| Ahsoka            | 1     | 8           | 23 sierpnia 2023     | 4 października 2023 | Disney+ | Dave Filoni                  | Wydane          |
| Ahsoka            | 2     | Brak danych | Brak danych          | Brak danych         | Disney+ | Dave Filoni                  | W produkcji     |
| Akolita           | 1     | 8           | 4 czerwca 2024       | 16 lipca 2024       | Disney+ | Leslye Headland              | Wydane          |
| Załoga rozbitków  | 1     | 8           | 2 grudnia 2024       | 14 stycznia 2025    | Disney+ | Jon Watts i Christopher Ford | Wydane          |

### The Mandalorian(od 2019)
W marcu 2018 roku Jon Favreau został zatrudniony do napisania i wyprodukowania serialu live action ze świata Gwiezdnych wojen dla Disney+. Serial opowiada o samotnym rewolwerowcu, który podróżuje po zewnętrznych krańcach galaktyki z dala od władzy Nowej Republiki, kilka lat po wydarzeniach z Powrotu Jedi. Tytułową rolę zagrał Pedro Pascal, a oprócz niego w głównych rolach wystąpili Gina Carano, Nick Nolte, Giancarlo Esposito, Emily Swallow, Carl Weathers, Omid Abtahi i Werner Herzog. Serial miał premierę 12 listopada 2019, wraz z uruchomieniem platformy Disney+. Drugi sezon miał premierę 30 października 2020, trzeci sezon 1 marca 2023, a czwarty jest w fazie rozwoju.

### Księga Boby Fetta(od 2021)
W listopadzie 2020 roku, „Deadline Hollywood” poinformował, że serial, skupiający się na postaci Boby Fetta może rozpocząć zdjęcia przed końcem roku, zanim trzeci sezon The Mandalorian wejdzie w fazę produkcji. Serial został oficjalnie ogłoszony w następnym miesiącu i potwierdzono, że powstanie przed trzecim sezonem The Mandalorian. Producentami wykonawczymi są Favreau i Filoni oraz Robert Rodriguez, a w rolę Boby Fetta i Fennec Shand ponownie wcielają się odpowiednio Temuera Morrison i Ming-Na Wen. Serial miał premierę 29 grudnia 2021 roku i składa się z siedmiu odcinków.

### Obi-Wan Kenobi
W sierpniu 2019 roku poinformowano, że w opracowaniu jest serial, skupiony na Obi-Wanie Kenobim i trwają rozmowy z Ewanem McGregorem, aby ponownie wcielił się w swoją rolę z trylogii prequeli. Początkowo sądzono, że serial rozwijał się jako samodzielny film, który ostatecznie został anulowany ze względu na finansową porażkę filmu Han Solo. Podczas D23 Expo 2019, Lucasfilm oficjalnie ogłosił, że serial jest w fazie rozwoju i potwierdził, że McGregor wcieli się w rolę tytułowego bohatera. Akcja będzie się rozgrywać osiem lat po Zemście Sithów, opowiadając o wygnaniu Kenobiego na Tatooine przed wydarzeniami z Nowej nadziei. We wrześniu 2019 roku ogłoszono, że za reżyserię będzie odpowiadać Deborah Chow, a scenariuszem zajmie się Hossein Amini. Będą oni również pełnić funkcję producentów wykonawczych wraz z McGregorem. W kwietniu 2020 roku ogłoszono, że Joby Harold zastąpi Aminiego na stanowisku scenarzysty. Zdjęcia rozpoczęły się w maju 2021 roku.
Na Disney Investor Day 2020 ujawniono, że Hayden Christensen ponownie wcieli się w rolę Dartha Vadera, a serial będzie nosił tytuł Obi-Wan Kenobi. Serial miał premierę 27 maja 2022 roku i składa się z sześciu odcinków.

### Andor
Seria będzie śledzić szpiega Rebelii Cassiana Andora, pięć lat przed wydarzeniami z Łotr 1, podczas formatywnych lat Rebelii.
W listopadzie 2018 potwierdzono, że serial, będący prequelem do filmu Łotr 1 z 2016, skupiony na Cassianie Andorze jest w fazie rozwoju. Diego Luna ponownie wcieli się w swoją rolę w serialu. Twórcą i producentem wykonawczym serialu został Stephen Schiff, a za scenariusz odpowiada Jared Bush. W kwietniu 2019 roku potwierdzono, że Alan Tudyk ponownie wcieli się w rolę K-2SO. W kwietniu 2020 roku Tony Gilroy, który pracował przy Łotr 1, zastąpił Schiffa na stanowisku showrunnera. W kwietniu 2020 roku ujawniono również, że Stellan Skarsgård, Kyle Soller i Denise Gough dołączyli do obsady w nieujawnionych rolach, a Genevieve O’Reilly powtórzy swoją rolę Mon Mothmy. We wrześniu 2020 roku ogłoszono, że Gilroy zrezygnował ze stanowiska reżysera z powodu pandemii COVID-19 i zostanie zastąpiony przez Toby’ego Haynesa, który ma wyreżyserować pierwsze trzy odcinki. Zdjęcia rozpoczęły się pod koniec listopada 2020 roku w Londynie. Andor miał premierę 21 września 2022 roku i składa się z 12 odcinków.
Druga seria miał się pojawić w sierpniu 2024, lecz premiera został opóźniona do 22 kwietnia 2025

### Ahsoka
W grudniu 2020 roku zapowiedziano serial Ahsoka. Zostanie opracowany przez Favreau i Filoniego, a jego historia będzie połączona z The Mandalorian, Księgą Boby Fetta i Rangers of the New Republic. Rosario Dawson powtórzy swoją rolę jako Ahsoka Tano. W październiku 2021 „The Hollywood Reporter” ogłosił, że Hayden Christensen ponownie wcieli się w rolę Anakina Skywalkera, a serial ma rozpocząć produkcję w marcu 2022. W listopadzie 2021 „Deadline Hollywood” ogłosiło, że Natasha Liu Bordizzo została obsadzona w roli Sabine Wren, postaci po raz pierwszy wprowadzonej w Star Wars: Rebelianci. Serial zadebiutował 23 sierpnia 2023. Na początku 2024 roku ogłoszono, że powstanie drugi sezon serialu.

### Akolita
W kwietniu 2020 roku, portal „Variety” doniósł, że w fazie rozwoju jest kobiecy serial live action ze świata Gwiezdnych wojen. Twórcą i scenarzystką ma być Leslye Headland. Na początku listopada Headland wyjaśniła, że serial będzie osadzony „w takim miejscu wszechświata i linii czasowej, o którym nie wiemy zbyt wiele”. 5 listopada 2020 serwis „Deadline” podał, że serial ma być „thrillerem akcji z elementami sztuk walki”. Podczas Disney Investor Day 2020 ujawniono, że będzie się on rozgrywał w późnych czasach Wielkiej Republiki. Zdjęcia rozpoczęły się w maju 2022 roku w Londynie, a serial ma się składać z ośmiu odcinków. Serial jest nadawany od 4 czerwca 2024 roku.

### Załoga rozbitków
W lutym 2022 roku Production Weekly ujawniło, że powstaje serial o roboczym tytule „Grammar Rodeo”. Później podano, że Jon Watts może wyreżyserować przynajmniej jeden odcinek serialu, a Favreau będzie pełnił funkcję producenta wykonawczego. Poinformowano, że akcja serialu miała się rozgrywać w czasach Wielkiej Republiki, a w obsadzie miało się znaleźć czterech nastoletnich aktorów i jeden aktor w średnim wieku. Zdjęcia miały rozpocząć się już w czerwcu 2022 roku i potrwać do grudnia 2022 w Manhattan Beach Studios. W połowie maja 2022 roku ujawniono, że serial stworzy i napisze Christopher Ford, który wraz z Wattsem będzie także producentem wykonawczym. Akcja serialu rozgrywać się będzie po wydarzeniach z Powrotu Jedi (1983). Podczas Star Wars Celebration 2022 ujawniono, że serial nosi tytuł Skeleton Crew, a w roli głównej wystąpi Jude Law. Star Wars: Skeleton Crew ma zadebiutować w 2024 roku na platformie Disney+ i będzie składał się z ośmiu odcinków. Pierwotnie premiera serialu była planowana na 2023 rok.

## Porzucone projekty

### Underworld
W 2005 roku, podczas Star Wars Celebration ogłoszono, że w planach jest serial live-action, osadzony pomiędzy trylogią prequeli a oryginalną. Prace nad nim rozpoczęły się na początku 2009. Serial został opisany jako „mroczny” i miał zawierać takie postacie jak Han Solo, Chewbacca, Lando Calrissian, Boba Fett, C-3PO i Imperator Palpatine. W 2012 roku producent Rick McCallum ujawnił tytuł roboczy, Star Wars: Underworld. Powiedział też, że skupi się on na walce o władzę w „czasach, gdy Imperium próbowało przejąć wszystko”.
Zaplanowano ponad sto 42-minutowych odcinków, a scenariusz do 50 był napisany. Po przejęciu Lucasfilm przez Disneya projekt nadal był rozważany. Fabuła filmu Łotr 1 została pierwotnie przedstawiona jako jeden z odcinków serialu. Historia Hana, zdobywającego Sokoła Millenium od Lando również była w planach, jako jeden z odcinków, jednak później rozwinięto ją jako osobny film. Boba Fett także miał się pojawić w serialu, a pisarka Karen Traviss, miała napisać powieść z jego udziałem, ale projekt został podobno anulowany z powodu możliwych konfliktów z serialem. Na początku 2020 roku, Stargate Studios udostępniło materiał testowy wykonany w celu promocji serialu do sieci, a także Google Doc, zawierający szczegóły produkcji serialu. Serial został ostatecznie anulowany z powodów budżetowych.

### Detours
Star Wars Detours to niewyemitowany animowany serial parodystyczny, który został przesunięty w 2013 roku i ostatecznie anulowany. Jego produkcja rozpoczęła się w 2012 roku przed przejęciem Lucasfilm przez Disneya. Ukończono 39 odcinków, a także scenariusz do kolejnych 62.

### Rangers of the New Republic
W grudniu 2020 roku zapowiedziano serial Rangers of the New Republic. Miał zostać opracowany przez Favreau i Filoniego, a jego historia być połączona z The Mandalorian, Księgą Boby Fetta i Ahsoką. W maju 2021 portal „Variety” doniósł, że serial nie był w fazie aktywnego rozwoju. W listopadzie 2021 serial uważano za wstrzymany, a Kathleen Kennedy powiedziała, że scenariusz nie został jeszcze napisany, a niektóre pomysły na serial mogą pojawić się w przyszłych odcinkach The Mandalorian.

### Serial o Carze Dune
Podczas Disney’s Investor Day 2020, Lucasfilm podobno zamierzał ogłosić spin-off serialu The Mandalorian, skupiony na postaci Cary Dune, przeznaczony na platformę Disney+. Projekt został jednak anulowany po tym, jak Gina Carano, która wcielała się w Dune w The Mandalorian, zamieściła kontrowersyjne wypowiedzi w listopadzie 2020 i lutym 2021 roku. Aktorka została też zwolniona z The Mandalorian.

## Odbiór

### Oglądalność
| Serial                       | Sezon | Odcinki | Pierwsza emisja      | Pierwsza emisja                   | Ostatnia emicja  | Ostatnia emicja                   |
| Serial                       | Sezon | Odcinki | Data                 | Liczba oglądających (w milionach) | Data             | Liczba oglądających (w milionach) |
| ---------------------------- | ----- | ------- | -------------------- | --------------------------------- | ---------------- | --------------------------------- |
| Gwiezdne wojny: Wojny klonów | 1     | 22      | 3 października 2008  | 3,99                              | 20 marca 2009    | 3,29                              |
| Gwiezdne wojny: Wojny klonów | 2     | 22      | 2 października 2009  | 2,58                              | 30 kwiernia 2010 | 2,76                              |
| Gwiezdne wojny: Wojny klonów | 3     | 22      | 17 września 2010     | 2,42                              | 1 kwietnia 2011  | 2,31                              |
| Gwiezdne wojny: Wojny klonów | 4     | 22      | 16 września 2011     | 1,93                              | 16 marca 2012    | 2,03                              |
| Gwiezdne wojny: Wojny klonów | 5     | 20      | 29 września 2012     | 1,94                              | 2 marca 2013     | 2,18                              |
| Star Wars: Rebelianci        | 1     | 15      | 3 października 2014  | 2,74                              | 2 marca 2015     | 0,72                              |
| Star Wars: Rebelianci        | 2     | 22      | 20 czerwca 2015      | 0,59                              | 30 marca 2016    | 0,69                              |
| Star Wars: Rebelianci        | 3     | 22      | 24 września 2016     | 0,56                              | 25 marca 2017    | 0,50                              |
| Star Wars: Rebelianci        | 4     | 16      | 16 października 2017 | Brak danych                       | 5 marca 2018     | 0,46                              |
| Gwiezdne wojny: Ruch oporu   | 1     | 21      | 7 października 2018  | 0,33                              | 17 marca 2019    | 0,36                              |

### Reakcje krytyków
| Tytuł                               | Sezon | Rotten Tomatoes    | Metacritic       |
| ----------------------------------- | ----- | ------------------ | ---------------- |
| Gwiezdne wojny: Wojny klonów (2003) | 1     | 80% (5 recenzji)   | Brak danych      |
| Gwiezdne wojny: Wojny klonów (2008) | 1     | 67% (15 recenzji)  | 64 (9 recenzji)  |
| Gwiezdne wojny: Wojny klonów (2008) | 3     | 100% (5 recenzji)  | Brak danych      |
| Gwiezdne wojny: Wojny klonów (2008) | 5     | 100% (5 recenzji)  | Brak danych      |
| Gwiezdne wojny: Wojny klonów (2008) | 6     | 100% (13 recenzji) | Brak danych      |
| Gwiezdne wojny: Wojny klonów (2008) | 7     | 100% (24 recenzji) | Brak danych      |
| Star Wars: Rebelianci               | 1     | 92% (12 recenzji)  | 78 (4 recenzji)  |
| Star Wars: Rebelianci               | 2     | 100% (6 recenzji)  | Brak danych      |
| Star Wars: Rebelianci               | 3     | 100% (6 recenzji)  | Brak danych      |
| Star Wars: Rebelianci               | 4     | 100% (10 recenzji) | N/A              |
| Gwiezdne wojny: Ruch oporu          | 1     | 92% (13 recenzji)  | Brak danych      |
| The Mandalorian                     | 1     | 93% (338 recenzji) | 70 (29 recenzji) |
| The Mandalorian                     | 2     | 93% (450 recenzji) | 76 (14 recenzji) |
| The Mandalorian                     | 3     | 85% (240 recenzji) | 70 (15 recenzji) |
| Gwiezdne wojny: Parszywa zgraja     | 1     | 86% (92 recenzji)  | 67 (7 recenzji)  |
| Obi-Wan Kenobi                      | 1     | 82% (346 recenzji) | 73 (19 recenzji) |